# Marea Moschee din Touba
Marea Moschee din Touba este o moschee din orașul Touba, Senegal. Este moscheea principală a confreriei sufiste Muridiyyah și una dintre cele mai mari moschei din Africa.

## Istorie și arhitectură
Marea Moschee din Touba a fost construită în anul 1963 în memoria șeicului Amadou Bamba (1853-1927), fondatorul Frăției Mouride (în limba arabă Muridiyyah), un important ordin sufist senegalez. Inițiativa construirii acestui important locaș a venit din partea lui Mouhamadou Moustapha Mbacké, fiul lui Bamba și conducător al ordinului între anii 1927-1968. 
Încă de la finalizarea sa din anul 1963, edificiul a fost extins și renovat în mod constant, ajungând în prezent la o dimensiune impresionantă. Moscheea are șapte minarete și trei domuri. Minaretul central are o înălțime de 87 de metri și poartă numele de Lampa Fall, după șeicul Ibrahim Fall (1855-1930), unul dintre cei mai devotați discipoli ai lui Amadou Bamba. Sub domul central se află chiar mormântul șeicului Bamba, iar în apropiere de moschee există un mausoleu unde sunt îngropați fii acestuia. Anual are loc pelerinajul intitulat Marele Magal, ce atrage numeroși credincioși din întreaga țară la Touba pentru a se ruga în moscheea șeicului.